# Liste der Kulturdenkmäler in Eulgem
In der Liste der Kulturdenkmäler in Eulgem sind alle Kulturdenkmäler der rheinland-pfälzischen Ortsgemeinde Eulgem aufgeführt. Grundlage ist die Denkmalliste des Landes Rheinland-Pfalz (Stand: 21. September 2023).

## Einzeldenkmäler
| Bezeichnung                       | Lage                                             | Baujahr         | Beschreibung                                                              | Bild                                    |
| --------------------------------- | ------------------------------------------------ | --------------- | ------------------------------------------------------------------------- | --------------------------------------- |
| Skulptur und Missionskreuz        | Düngenheimer Straße, Ecke Hambucher Straße Lage  |                 | in der Kapelle: Pietà; Missionskreuz, bezeichnet 1760                     | BW                                      |
| Katholische Filialkirche St. Anna | Hauptstraße 15 Lage                              | 1900/01         | Saalbau, Backstein, 1900/01, Architekt Lambert von Fisenne, Gelsenkirchen | BW                                      |
| Brunnen                           | Hauptstraße, vor Nr. 15 Lage                     | 1858            | Brunnen, Basalt, bezeichnet 1858                                          | BW                                      |
| Wegekreuz                         | Sängerweg, Ecke Hauptstraße Lage                 | 1624            | Wegekreuzfragment, 1624                                                   | BW                                      |
| Wegekreuz                         | nördlich des Ortes an der Straße nach Düngenheim | 1727            | Wegekreuz, bezeichnet 1727                                                | Direkt Bild zu diesem Denkmal hochladen |
| Wegekreuz                         | nördlich des Ortes an der Straße nach Düngenheim | 18. Jahrhundert | Wegekreuz, 18. Jahrhundert                                                | Direkt Bild zu diesem Denkmal hochladen |
| Heiligenhäuschen                  | südöstlich des Ortes an der K 21 Lage            |                 | Heiligenhäuschen, teilweise Fachwerk; Kreuz, bezeichnet 1830              | weitere Bilder Fotos hochladen          |